# گاستون کاساس
گاستون کاساس (انگلیسی: Gastón Casas؛ زادهٔ ۱۰ ژانویهٔ ۱۹۷۸) بازیکن سابق فوتبال و مربی اهل آرژانتین است که در پست مهاجم بازی می‌کرد.